# Victor Meirelles
Victor Meirelles (Florianópolis, Santa Catarina 18 de agosto de 1832 - Río de Janeiro 22 de febrero de 1903) fue un pintor y profesor brasileño.

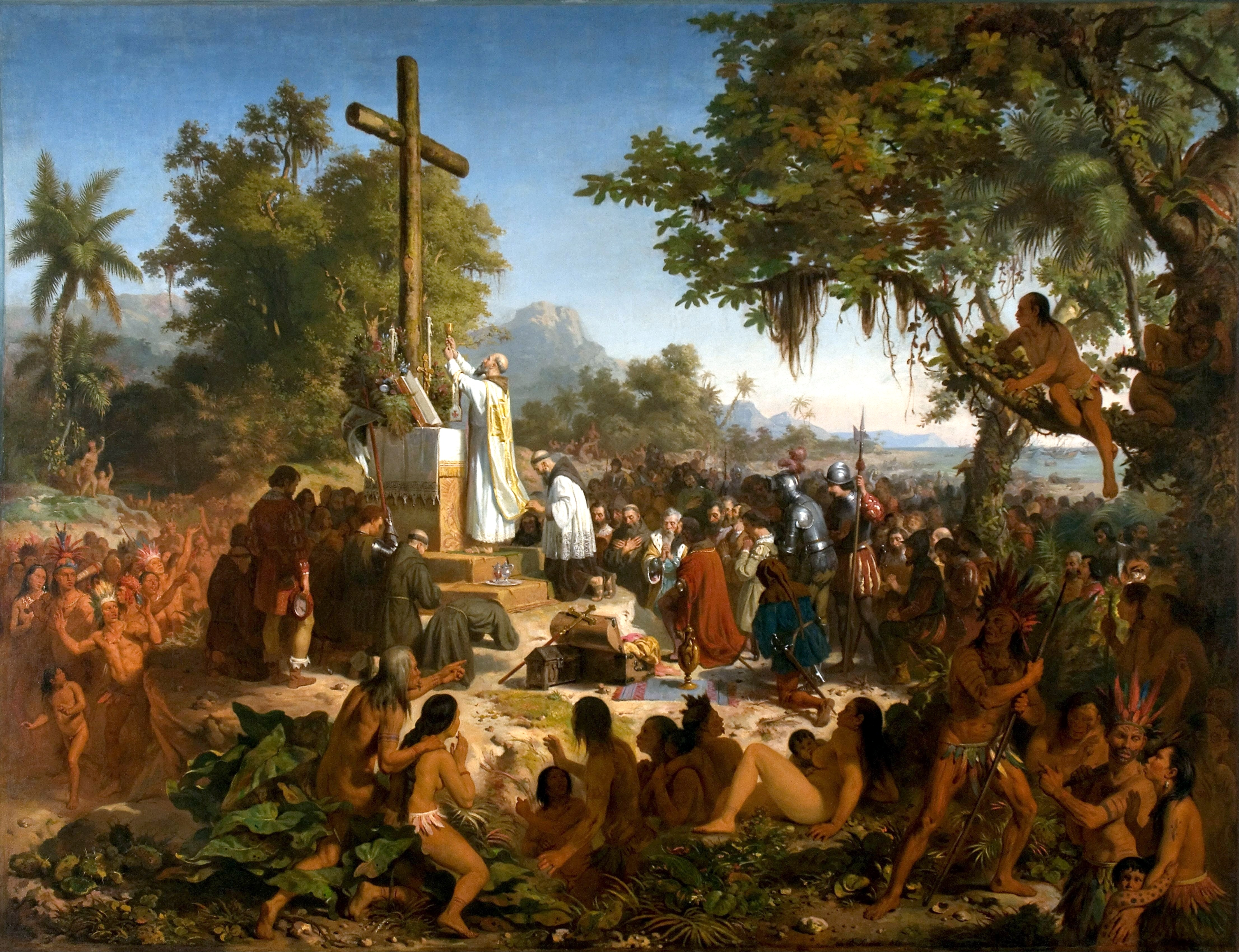
La primera misa en Brasil

Fue discípulo en la Academia de Bellas Artes de Río de Janeiro, de Félix Taunay. Se dedicó a la pintura de escenas históricas y de batallas. En 1852 obtuvo una pensión de estudio para perfeccionarse en Europa, trabajando en Italia en los estudios de Minardi y Canzoni y en la Escuela de Bellas Artes de París. Al regresar a su patria (1862) fue nombrado profesor de la Academia.
Pintó varios retratos de la emperatriz de Brasil y algunos cuadros de historia (Combate de Riachuelo y Paso del Humaytá). En colaboración con el pintor belga Henri Langerock pintó los panoramas de Río de Janeiro, el descubrimiento del Brasil, el primero de los cuales se expuso en París en 1899. El lienzo La primera misa en Brasil pasa por ser su obra capital.